# Charles Madden
Sir Charles Edward Madden (Sir Charles Edward Madden, 1st Baronet Madden of Kells) (5. září 1862, Gillingham, Kent, Anglie – 5. června 1935, Londýn, Anglie) byl britský admirál. U Royal Navy sloužil od roku 1875, vyznamenal se za první světové války a v roce 1922 byl povýšen do šlechtického stavu. V roce 1924 dosáhl hodnosti velkoadmirála a nakonec zastával funkci prvního námořního lorda (1927–1930). Jeho stejnojmenný syn Sir Charles Edward Madden (1906–2001) byl též admirálem a vrchním velitelem námořních sil NATO v Atlantiku.

## Životopis

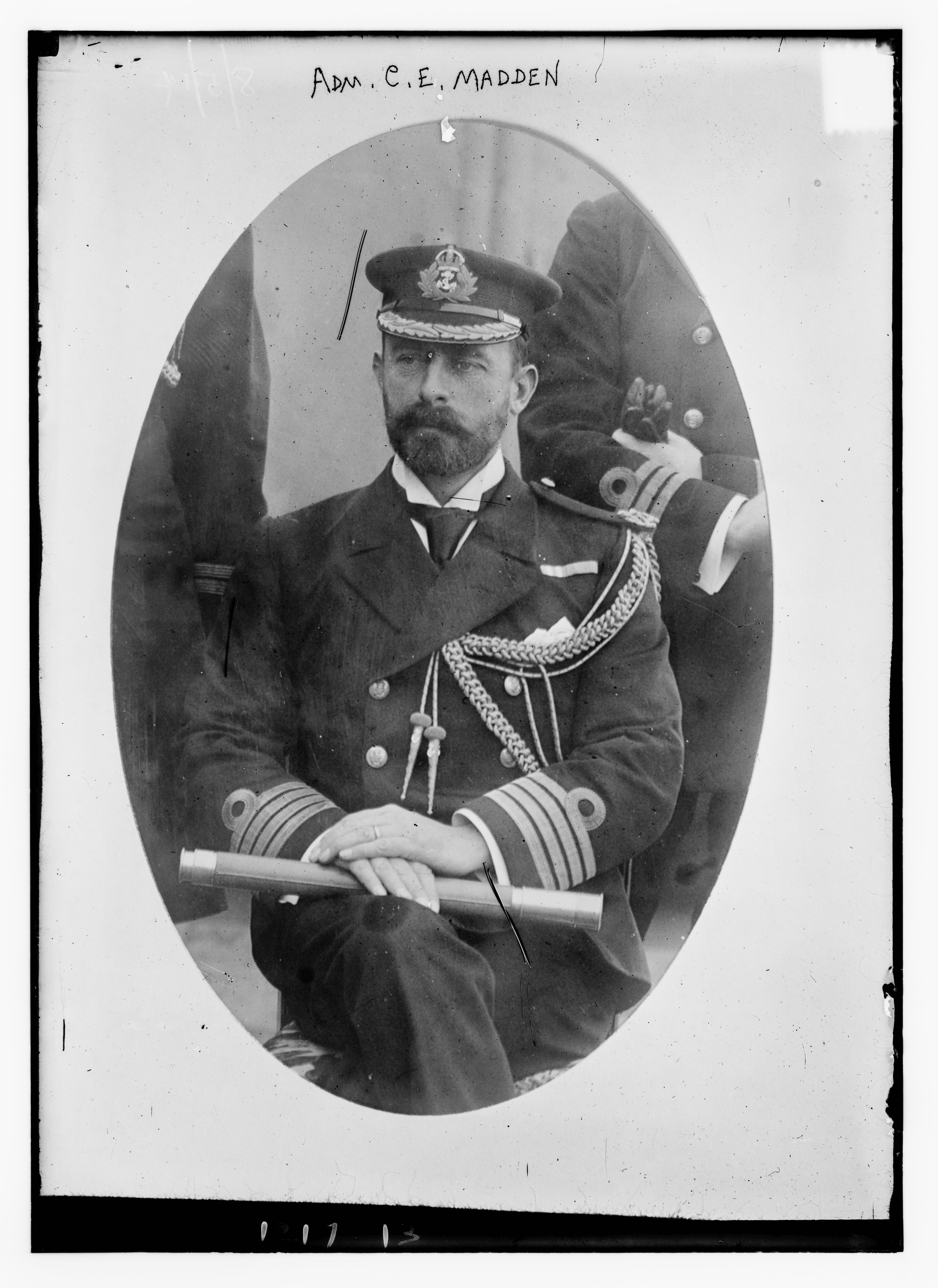
Kapitán Charles Edward Madden (1900)

Narodil se jako mladší syn armádního důstojníka kapitána Johna Williama Maddena (1828–1875). U námořnictva sloužil od roku 1875 a zúčastnil se války v Egyptě. Později si doplnil vzdělání a sloužil na různých lodích v Lamanšském průlivu a ve Středomoří. V roce 1901 dosáhl hodnosti kapitána, od roku 1905 byl odborným poradcem na admiralitě v oblasti zbrojení. V letech 1908–1910 byl tajemníkem prvního lorda admirality Reginalda McKenny, poté v letech 1910–1911 čtvrtým námořním lordem. V roce 1911 byl povýšen na kontradmirála a ve funkci třetího námořního lorda byl zároveň inspektorem námořnictva (1913–1914). Na počátku první světové války byl náčelníkem štábu tzv. Velkého loďstva (1914–1916). V této funkci úzce spolupracoval se svým švagrem admirálem Jellicoem a zúčastnil se bitvy u Jutska. Poté byl velitelem první eskadry Grand Fleet. Mezitím postupoval v hodnostech a byl jmenován viceadmirálem (1915) a admirálem (1916). Po první světové válce byl vrchním velitelem loďstva v Atlantiku (1919–1922). V roce 1919 byl zároveň povýšen na baroneta a rozhodnutím parlamentu obdržel národní odměnu 10 000 liber za své služby během války. V letech 1922–1924 byl prvním námořním pobočníkem krále Jiřího V., zároveň působil v několika komisích v oblasti námořního zbrojení. V roce 1924 dosáhl hodnosti velkoadmirála (Admiral of the Fleet) a v roce 1925 odešel do výslužby. O dva roky později byl ale povolán do nejvyšší funkce v námořnictvu a v letech 1927–1930 byl prvním námořním lordem.
Za zásluhy byl nositelem Řádu lázně, Viktoriina řádu a Řádu sv. Michala a sv. Jiří, během první světové války obdržel také řadu vyznamenání v zahraničí, získal francouzský Válečný kříž (1919), ruský Řád sv. Anny (1917), belgický Leopoldův řád (1918) nebo japonský Řád vycházejícího slunce (1917). Po první světové válce získal také čestné doktoráty na univerzitách v Oxfordu a Cambridge.
V roce 1905 se oženil s Constance Cayzer (1879–1964), která pocházela z bohaté rodiny podnikající v loďařském průmyslu. Její starší sestra Florence (1877–1964) byla manželkou admirála Johna Jellicoe. Charles Madden měl šest dětí, nejstarší byl syn Sir Charles Edward Madden, 2. baronet (1906–2001), který taktéž sloužil u námořnictva, dosáhl hodnosti admirála a byl velitelem loďstva Home Fleet a námořních sil NATO v Atlantiku (1963–1965).